# Fritz Oliven

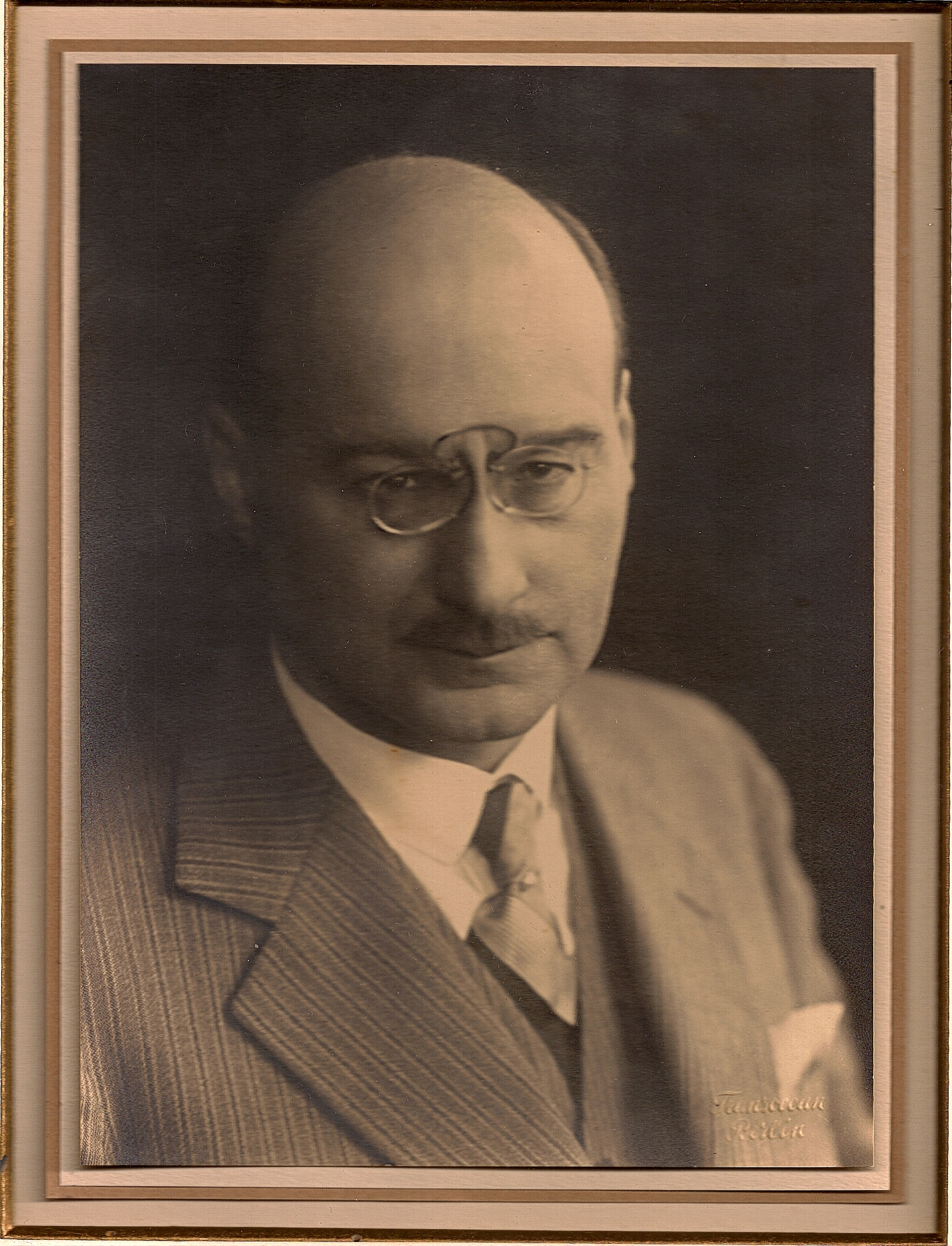
Fritz Oliven (Künstlername: Rideamus).

Fritz Oliven (* 10. Mai 1874 in Breslau; † 30. Juni 1956 in Porto Alegre, Brasilien) war ein deutscher Jurist und Autor humoristischer Vers- und Bühnentexte. Seine Gedichtbücher mit ironischer oder satirischer Grundierung gehörten zu den auflagenstärksten ihrer Art im ersten Drittel des 20. Jahrhunderts. Auch als Librettist von Operettenwerken und Revuen in dieser Ära gehörte er zur ersten Garde des Genres (Künstlername: Rideamus). Seine humoristischen Bücher erreichten Höchstauflagen. Als Lyriker, Librettist und Revuedichter arbeitete er mit Oscar Straus, Walter Kollo und Eduard Künneke zusammen und textete für die großen Haller-Revuen. Zahlreiche Lieder aus seiner Feder wurden von Marlene Dietrich interpretiert. Er schrieb unter anderem die Operetten Die lustigen Nibelungen, Der Vetter aus Dingsda und die Revue Noch und noch. Im Jahre 1939 emigrierte er nach Brasilien. 1951 erschien die Autobiographie Rideamus. Von ihm selber. Die Geschichte eines heiteren Lebens.

## Leben
Die Eltern Julius (1842–1910) und Luise Oliven, geb. Schottländer (1851–1935), gehörten zur gehobenen Schicht der Stadt Breslau und der dortigen jüdischen Gemeinde, die zu den größten im deutschen Reich zählte.
1887 wurde Fritz einem Privatlehrer in Berlin anvertraut. Noch im selben Jahr trat er ins Friedrichwerdersche Gymnasium ein, wo er 1892 das Abitur bestand. Auf Wunsch der Eltern studierte Oliven an diversen Hochschulen Jura und promovierte in diesem Fach 1895 an der Universität zu Leipzig. In Berlin vervollständigte er die juristische Laufbahn mit dem Staatsexamen und der Installation als Anwalt. Damit war den Erwartungen der Familie Genüge getan. In den folgenden Jahrzehnten galt die Arbeit Olivens dann fast ausschließlich der Schriftstellerei.
Anfang 1912 heiratete Fritz Oliven Leonie Meyer (1887–1948), Tochter des Hannoveraner Bankiers Emil Louis Meyer und seiner Frau Helene. Durch diese Verbindung erhielt der ausgebildete Jurist und erfolgreiche Poet die Möglichkeit, sich durch Aufsichtsratsfunktionen ein weiteres Standbein zu verschaffen.
Noch vor Beginn des Weltkriegs wurde der erste Sohn Hans geboren (1914–1975), mitten im Krieg die Tochter Susi (1916–1999) und im ersten Monat des letzten Kriegsjahres der Sohn Klaus (1918–2010). Fritz Oliven wurde zum Kriegsdienst einberufen, aufgrund seiner Kurzsichtigkeit aber bei verschiedenen Dienstleistungen im Reichsgebiet eingesetzt.
Seit Mitte der 1920er Jahre bis 1933 engagierte sich Oliven als Interessenvertreter seiner komponierenden und schreibenden Kollegen. Sein Status als Jurist prädestinierte ihn für solche Funktionärstätigkeiten (so war er etwa im Vorstand der GEMA).
Nach den äußerst erfolgreichen 1920er Jahren geschah mit der Machtübergabe an die Nationalsozialisten im Januar 1933 ein radikaler Bruch in der Biografie Fritz Olivens. Innerhalb weniger Wochen blieben Aufträge aus und er wurde in den folgenden Jahren gezwungen, seine Tätigkeiten in Gremien aufzugeben. Aufführungsgelder aus den Vorstellungen der weiterhin gespielten Bühnenwerke gingen zunächst noch ein (sein Name verschwand aber von den Plakaten und Titelseiten). Die wirtschaftliche Lage der Familie machte fürs erste eine Überbrückungszeit möglich. Außerdem hielt Fritz Oliven eine Korrektur der politischen Konstellation in Berlin für wahrscheinlich und sich noch lange in den 1930er Jahren nicht für besonders gefährdet. So war Auswanderung erst einmal kein akutes Thema, obwohl der erst 15-jährige Sohn Klaus sich schon seit 1933 mit den Möglichkeiten eines Exils befasste.
Nach den November-Pogromen 1938 war schließlich auch Fritz Oliven klar, dass ein weiteres Bleiben in Deutschland höchstes Risiko bedeutete. In dieser Situation war es insbesondere die Entschlossenheit und Tatkraft seiner Frau Leonie, der es unter schwierigsten Umständen und großem Zeitdruck gelang, die Familie gerade noch rechtzeitig nach Südamerika auf den Weg zu bringen.
Dabei drohten Unregelmäßigkeiten und betrügerische Aktivitäten in Konsulaten bei der Erledigung von Visa-Anträgen die Ausreise immer wieder zu gefährden. Auch eine dauerhafte Aufnahme in einem südamerikanischen Land war zunächst nicht gesichert. Mit Unterstützung anderer Emigranten konnte die Familie Fritz Olivens schließlich in Porto Alegre (Brasilien) eine erste Aufnahme finden. Hauenschild schreibt: „Am schwersten fiel die Umstellung zunächst dem inzwischen 65-jährigen Fritz Oliven. Wo sollte er ansetzen? Genau wie in den letzten Jahren in Deutschland war er seines Arbeitsinstrumentes beraubt. Konnte er dort nicht mehr veröffentlichen, fehlte ihm hier die Sprache. Und die Aussicht, jemals wieder in Deutschland zu veröffentlichen, lag in weiter Ferne. Eine Erwerbsarbeit konnte er wegen seines Alters und des Fehlens jeder praktischer Fähigkeiten nicht aufnehmen, auch eine Beschäftigung als Rechtsanwalt wäre selbst bei entsprechenden Sprachkenntnissen unmöglich gewesen, da er kein […] brasilianisches Examen vorweisen konnte.“ Trotzdem gelang es der Familie, sich einen bescheidenen Unterhalt zu sichern. Erst nach Kriegsende bekam die Familie ein dauerhaftes Aufenthaltsrecht. Eine Rückkehr nach Deutschland kam für Fritz Oliven nicht in Frage. Das Projekt eines jüdischen Staates in Palästina gelangte nun in den Horizont der Zukunftsoptionen. In dieser Übergangszeit starb Olivens Ehefrau Leonie in einer Klinik in New York (1948).

Die literarische Produktion war nun so gut wie eingestellt. In dem Erinnerungsbuch Rideamus. Von ihm selber. Die Geschichte eines heiteren Lebens (1951) fand der Autor „seinen Humor und seine Zuversicht wieder“ und hielt in anekdotischer Manier noch einmal Rückblick auf sein erfolgreiches Leben bis in die 1920er Jahre. Die bald darauf folgende dunkle Zeit bleibt ausgespart. Es waren nicht nur dunkle Jahre über Europa, sondern oft auch noch düsterere für jene, die dem Naziterror entkommen konnten. Fritz Oliven und seine Familie überlebten – für ihn auch um den Preis, die Schriftstellerei drangeben zu müssen. Das „heitere Leben“ lag lange zurück. Und im Nachkriegsdeutschland war das große Verdrängen und Vergessen angesagt. Man erfreute sich an den humorvollen Szenen und Liedern aus der berühmten Operette, die dann auch ins TV-Programm aufgenommenen wurde – aber der Autor des Textes war ein bloßer „Dingsda“. Man fragte sozusagen besser nicht nach.

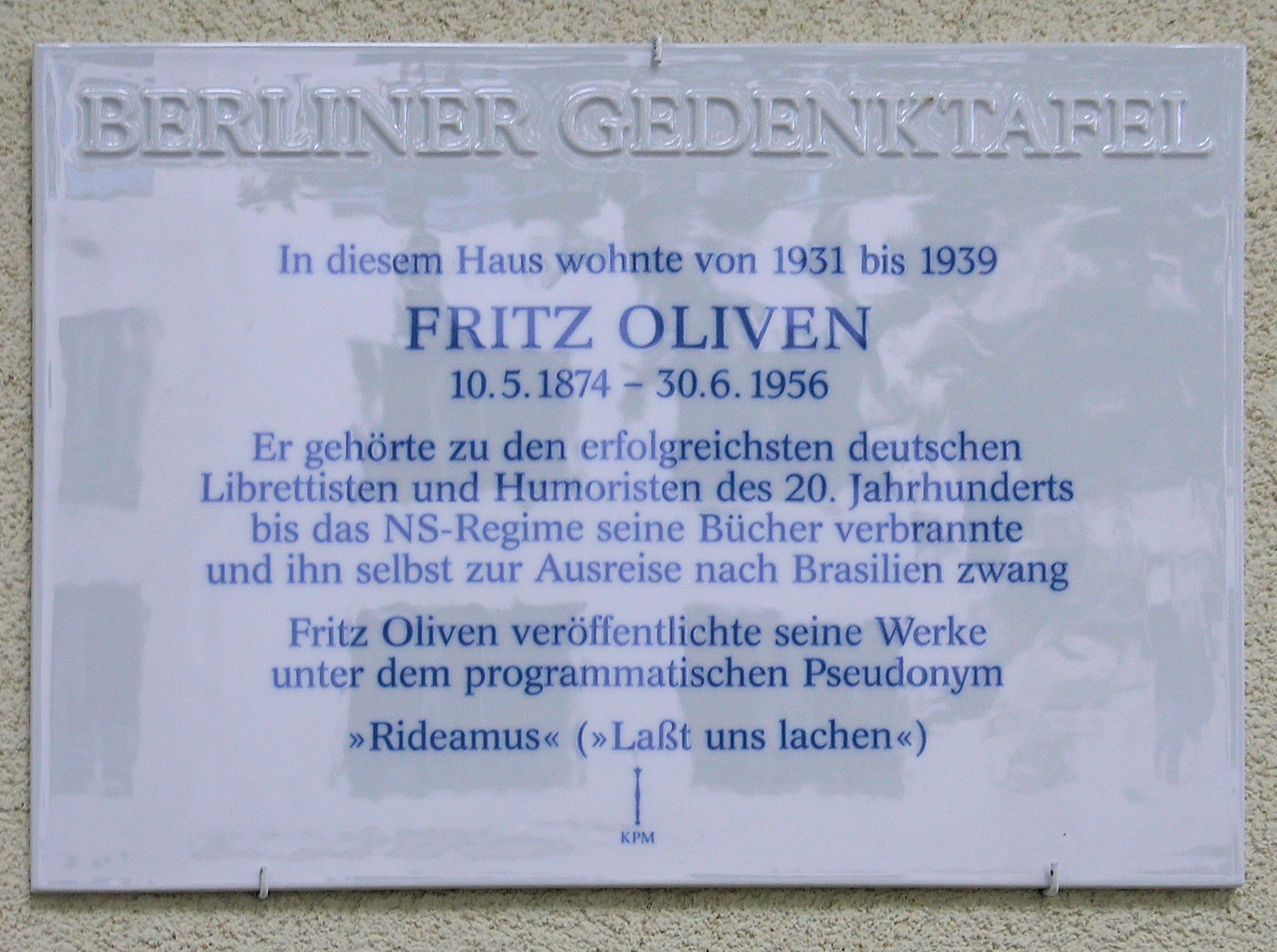
Berliner Gedenktafel am Haus Giesebrechtstraße 11, in Berlin-Charlottenburg

Am 30. Juni 1956 starb Fritz Oliven in Porto Alegre, wo er auch begraben ist und seine Nachkommen mit ihren Familien noch heute ihr Zuhause haben.
Nach mehreren Anläufen gelang es Fritz Olivens Sohn Klaus, dass die Stadt Berlin am letzten Wohnsitz der Familie in der Giesebrechtstraße 11 eine Gedenktafel anbrachte. Am 28. September 2009 wurde sie enthüllt. „Die Laudatio hielt Marguerite Kollo, Enkelin des Komponisten Walter Kollo, mit dem zusammen mein Vater viele Werke veröffentlichte.“

## Werk
Nach ersten Textbeiträgen für Cabaret-Nummern auf Berliner Bühnen gelingt Oliven (der sich als Künstler „Rideamus“, lateinisch: „Lasst uns lachen!“ nennt) mit dem humoristischen Verswerk Willis Werdegang – Scenen aus dem Familienleben (1902) ein Verkaufsschlager. Mit ironischen Meisterstücken und erotischer Grundierung wird raffiniert an der Fassade bürgerlicher Wohlanständigkeit gekratzt.

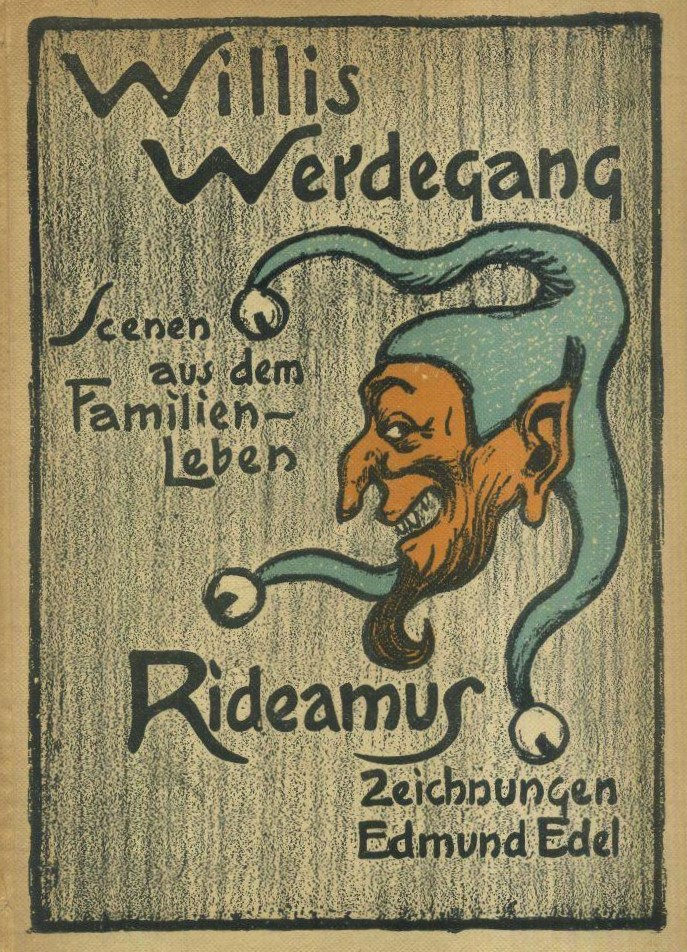
Willis Werdegang. Szenen aus dem Familienleben. 1902

Weite Verbreitung fanden auch die späteren humoristischen Gedichtsammlungen, die in kurzen Abständen nach dem Erstling erschienen und lebhafte Aufmerksamkeit erregten. Gefragt waren sie u. a. auch als Vorlage für Rezitationsabende und Kabarettprogramme (etwa im „Überbrettl“), wo sich ihre satirischen Spitzen gezielt einsetzen ließen. Über ein Dutzend Bücher dieser Art erschienen bis 1932, in vielen Haushalten gehörten sie zum beliebten Lesestoff. Die Hochschätzung von Rideamus’ Dichtkunst nicht nur beim Lesepublikum, sondern eben auch in Künstlerkreisen führte dann zu einer äußerst kreativen Verbindung zwischen Literatur und Musik. Bernard Grun stellt sich vor, wie der Komponist Oscar Straus inmitten der Berliner „Bohème-Korona“ im „junge[n] Rechtsanwalt Dr. Fritz Oliven […], der als Rideamus seine beißend-satirischen Verse schrieb“ den kongenialen Partner für den gesuchten Text fand.
Mit der 1904 in Wien uraufgeführten Operette Die lustigen Nibelungen erfuhren Rideamus und der Komponist Oscar Straus einerseits begeisterte Reaktionen, aber auch hasserfüllte Aggressionen gegen die parodistische Verspottung des zeitgenössischen Germanenkults.
Wie Straus habe auch Oliven Offenbachs Kunst verehrt, und so sei es naheliegend gewesen, „die Grundsätze“ von dessen „homerischer Parodie in die Welt der Nibelungen zu übertragen, das Berlin Wilhelms II. zu verlachen, wie Offenbach das Paris Napoleon III. verlacht hatte“.
In Wien also ein großer Erfolg. Auch an deutschen Bühnen gab es Applaus. Vier Jahre später kam es in Graz aber zu einem Skandal, als nationalistische Burschenschafter die Vorstellung sprengten. 1911 waren es in Berlin wiederum völkisch aufgeladene Studentenproteste, die eine erfolgreiche Inszenierung mit chauvinistischer Hetze überzogen. „Von 1914 an […] wagte sich kein Theater in Deutschland an eine Wiederaufnahme.“
Erst ab der zweiten Hälfte des 20. Jahrhunderts kam das Werk wieder öfter und mit Erfolg beim Publikum im deutschen Sprachraum auf die Bühne.
Volker Klotz differenziert bei der kulturgeschichtlichen Einordnung des Werks: „Es wäre indes zu eng, in dieser Operette einzig eine Persiflage auf den Stil und aufs mythologische Milieu des Rings der Nibelungen zu sehen. Stärker noch als dem Wuchtwerk Wagners gilt der angriffslustige Spott jenen Gruppen, die aus Wagners Klängen, Versen und Szenen ihre eigene Kraftprotzerei heraushören. […] Bei den Rideamus / Strausschen ‚Nibelungen‘ wird Heroismus zu Rauflust und vermurkstem Mord, wird Minne zu klobigem Leibergerangel. Das königliche Festgelage im Burgunderschloss bezieht sein Ritual kommersbuchstäblich aus dem Geist biergeschädigter schlagender Burschenschafter. Und Siegfrieds Glanz ist ein Widerschein preußischer Offizierskasinos.“
Auch eine andere Zusammenarbeit des Autorenpaares bei der Operette Hugdietrichs Brautfahrt (uraufgeführt 1906) fand bei der Kritik positive Aufnahme. Rideamus hatte den mittelalterlichen Stoff (Wolfdietrich-Epos; 12. Jh.) bereits in einem humoristischen Verswerk 1903 publiziert, das ihm nun als Grundlage für das Libretto einer von Ironie dominierten „Märchenoperette“ diente. Hugdietrich, der König von Byzanz ist in finanziellen Nöten und sucht in einer Verkleidungsrolle die Gunst der gutbetuchten Prinzessin von Saloniki zu gewinnen, die in einem Turm von einem Drachen bewacht wird. Die Eroberung gelingt unter dem Einsatz erprobter Mittel grotesker und auch anzüglicher Komik. Das Büro von Dr. jur. Oliven ist nun endgültig ein Dichteratelier, nachdem es der Abwicklung nur eines einzigen, und auch noch desaströs verlaufenen, Rechtsfalls gedient hatte.
Danach trennten sich die Wege von Komponist und Librettist. Peter P. Pachl erklärt diesen Schritt mit dem Verweis darauf, dass die zunehmenden Anfeindungen aus nationalistischen und chauvinistischen Kreisen Straus an einer erfolgreichen Fortsetzung des Gemeinschaftsprojekts zweifeln ließen, weil der satirische Umgang mit der im Wilhelminismus hypertrophen Verehrung des Germanentums immer mehr auf hasserfüllte Kritik stieß: „Vielleicht blieb Straus kein anderer Weg zum Überleben, als brav zu werden und sich den politischen und moralischen Normen der Gesellschaft anzupassen. Tatsächlich sagte er sich von seinem Textdichter Rideamus los und erntete mit seinem nächsten Bühnenwerk, dem angepasst gefälligen, dem Klischee der Wiener Operette gehorchenden ‚Walzertraum‘ jenen Erfolg, den ‚Die lustigen Nibelungen‘ und ‚Hugdietrichs Brautfahrt‘ verdient gehabt hätten, aber zu Lebzeiten des Komponisten nicht finden konnten. Angesichts der Sprengkraft von Straus' frühen Operetten, die in der Nachfolge Jacques Offenbachs im Spannungsfeld von Großer Oper und Kabarett entstanden sind, erscheint diese Entscheidung bedauerlich.“
Im Jahr kriegsentscheidender Wendungen 1917 erfuhr die Operette Drei alte Schachteln einen großen Erfolg bei Kritik und Publikum. Das Libretto entstammt der Zusammenarbeit von Rideamus und Hermann Haller, Komponist war Walter Kollo. Der Erfolg des Schwanks ging nicht zuletzt auf die schmissigen Couplets (Text Rideamus) sowie die Bühnenpräsenz und die Interpretationskunst der jungen Claire Waldoff zurück („Ach Jott, wat sind die Männer dumm“).

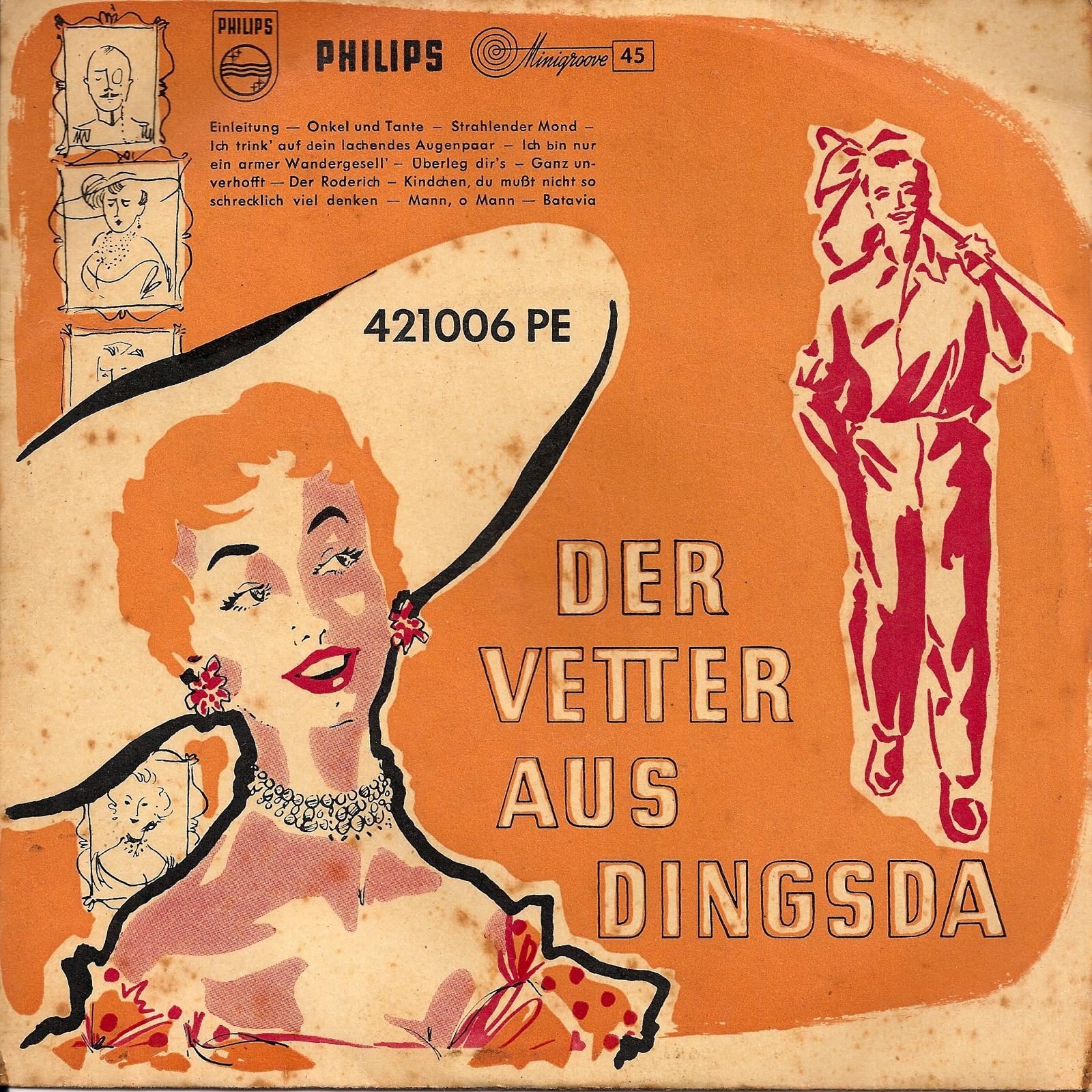
Der Vetter aus Dingsda. Operette mit Musik von Eduard Künneke. 1921

Es folgten in den Nachkriegsjahren bis 1933 weitere neun Operetten mit Textbeiträgen von Rideamus, darunter das Werk Der Vetter aus Dingsda (1921), welches noch in der zweiten Hälfte des 20. Jahrhunderts und später Aufführungen und Verfilmungen erlebte. Diese Operette in drei Akten gehört zu den erfolgreichsten Kompositionen von Eduard Künneke (1885–1953). Das Libretto war wieder ein Gemeinschaftswerk von Herman Haller und Rideamus. Grun über den Welterfolg: „In einer Zeit, da die Streitfrage »Große Operette oder intime Musikkomödie« aktuell zu werden begann, gelang hier ein glanzvolles stilistisches Kunststück: eine ausgewachsene Operette in intimem Rahmen. Sieben handelnde Personen, ein Minimum an Dekoration, keine Kostüme, kein Chor, kein Ballett und dennoch eine mitreißende Partitur, prächtige Rollen, Humor und Gemüt.“ Und aus heutiger Sicht Volker Klotz: „Schon das Libretto reicht an die besten Stücke Offenbachs, Sullivans, Lecoqs und Suppés heran: in der szenischen Gesamtkonstruktion und in der heiteren Treffsicherheit seiner Gesangsverse.“
Auf die Souveränität, mit der hier Librettist und Komponist ohne sonst tragende Strukturelemente wie z. B. dem Chor auskommen, verweist der große Kenner aller Genres der Bühnenliteratur an anderer Stelle: „Auch hier […] triumphiert, ohne daß ein Chor zur Stelle wäre, das chorische Prinzip. Nicht anders als im großen vielköpfigen und vielbeinigen Strudel der Vie parisienne oder der Ballsirenen in der Lustigen Witwe spielt es denen, die das Kollektiv je und je vertreten, das Glück der Sinne nicht nur zu, sondern auch vor. Denn auch für Künneke und seine Librettisten Haller und Rideamus ist bei diesem Spiel Ironie unentbehrlich“:
Ganz unverhofft kommt oft das Glück,

Wähnst du es fern, so ist es nah!

Du denkst voll Sehnsucht sein zurück,

Und plötzlich, plötzlich ist es da
Abschließend derselbe Autor zur Bedeutung des Verselieferanten in diesen Gemeinschaftswerken: „Der Theaterroutinier Haller hat da ungewöhnlich sorgfältig gearbeitet. Ihn übertrifft noch mit seinen Gesangsversen der damals wohlbekannte Feuilletonist und Chansonschreiber Rideamus […]. Prägnant und treffsicher, meiden sie die üblichen Wortwülste und syntaktischen Verrenkungen.“
1923 begann Olivens Zusammenarbeit mit Hermann Haller im Genre der modernen Großstadt-Revuen. Jahr für Jahr brachte das Ensemble Haller–Rideamus-Kollo (gelegentlich mit Willi Wolff) Neuproduktionen auf die Bühne im Berliner Admiralspalast.
Aus der Revue Drunter und Drüber (1923) stammt Rideamus’ Couplet: „Solang noch Unter‘n Linden die alten Bäume blühn, kann nichts uns überwinden, Berlin bleibt doch Berlin“ – prominent interpretiert von Marlene Dietrich. Ein weiterer, noch heute populärer und von verschiedenen Interpreten dargebotener Titel ist das Lied vom Angeln („Mit Dir, mit Dir, möcht’ ich am Sonntag Angeln geh’n“) – aus der Haller-Revue An und Aus von 1926. Komponist jeweils Walter Kollo.

## Werke
(u. a. nach Hauenschild S. 282 f.)
- Willis Werdegang. Szenen aus dem Familienleben. 1902
- Hugdietrich's Brautfahrt. Eine romantische Liebesgeschichte in sieben Gesängen. 1903
- Berliner Bälle. 1904
- Die lustigen Nibelungen. Burleske Oper in drei Akten. 1904 (Musik: Oscar Straus)
- Reisemärchen. 1905
- Burlesken. Drei Einakter: Mizi-Muzi. – Die Tuscadoras. – Der Traum des Kanzleidiätars Casimir Lulatsch aus Potschappel bei Dräsden. 1906
- Lenz und Liebe. 1906
- Kleinigkeiten. Gedichtchen. Liedchen. Rezitatiönchen. 1907
- Die Erfindung der Sinnlichkeit. 1908
- Reinfälle. 1910
- Wilde Sachen. 1911
- Der falsche Prinz. 1911
- Der Schatz der Rhampsinit. 1911
- Lauter Lügen. 1912
- Lustige Liebe. 1920
- Der neue Willi. 1921
- Wichtigkeiten. 1926
- Das lustige Rideamusbuch. 1932
- Rideamus Von ihm selber. Die Geschichte eines heiteren Lebens. 1951
- Unveröffentlicht: Toller Tanz um Tamara.

### Uraufführungen
- Pitt. Operette in einem Akt. Musik von Hans Löwenfeld. Berlin Alexanderplatztheater 1895[17]
- Die lustigen Nibelungen. Operette mit Musik von Oscar Straus. 1904
- Hugdietrich's Brautfahrt. Operette mit Musik von Oscar Straus. 1906
- Drei alte Schachteln. Operette mit Musik von Walter Kollo. 1917
- Der Vielgeliebte. Operette mit Musik von Eduard Künneke. 1919
- Wenn Liebe erwacht. Operette mit Musik von Eduard Künneke. 1920
- Der Vetter aus Dingsda. Operette mit Musik von Eduard Künneke. 1921
- Dein Mund … Operette. 1921
- Ehe im Kreise. Operette mit Musik von Eduard Künneke. 1921
- Verliebte Leute. Operette mit Musik von Eduard Künneke. 1922
- Drunter und Drüber. Revue mit Musik von Walter Kollo. 1023
- Noch und Noch. Revue mit Musik von Walter Kollo. 1924
- Achtung. Welle 505! Revue mit Musik von Walter Kollo. 1925
- An und aus. Revue mit Musik von Walter Kollo. 1926
- Wann und wo? Revue mit Musik von Walter Kollo. 1927
- Majestät lässt bitten. Operette mit Musik von Walter Kollo. 1930
- Frauen haben das gern. Operette mit Musik von Walter Kollo. 1931
- Die Männer sind mal so. Operette mit Musik von Walter Kollo. 1933

### Aufnahmen
- Wagner-Zyklus und andere erotische und animalische Extremi- und Perversitäten. pianopianissimo-musiktheater. Bella Musica Edition 2018. 2 CD. (Darin: Lieder und Dichtungen von Rideamus [u. a.]. Peter P. Pachl: Deklamation und Gesang. Rainer Maria Klaas: Klavier).

## Primärquellen und Biographie
- Ute-Christiane Hauenschild: Rideamus. Die Lebensgeschichte des Fritz Oliven. Hentrich & Hentrich, Berlin 2009, ISBN 978-3-938485-92-7.
- Kopien aus dem Nachlass Fritz Olivens – v. a. Dokumente zur Rezeption des Werks (im Besitz der Enkelin Miriam Oliven).
- Klaus Oliven: My Family History. Copyright 2001 by Klaus Oliven (First version edited by Eva B. Linker and Anita S. Linker. Final expanded version editet by Diana Grosklaus) (Selbstverlag; 385 S. – darin v. a. die Abschnitte "Dr. Fritz Oliven (Rideamus)" und "Rideamus' literary work").
- Briefe und Emails sowie mündliche Mitteilungen von Klaus Oliven von 1990 bis 2010 an Privat.

## Sonstige Literatur
- Bernard Grun: Kulturgeschichte der Operette. München 1961.
- Volker Klotz: Bürgerliches Lachtheater. Komödie. Posse. Schwank. Operette. Darmstadt 1984.
- Volker Klotz: Operette – Porträt und Handbuch einer unerhörten Kunst. Kassel 2004.
- Marguerite Kollo: Laudatio anlässlich der Gedenktafel-Enthüllung für Fritz Oliven alias Rideamus am 28. September 2009 von Marguerite Kollo (Kopie des Typoskripts bei Miriam Oliven)
- Michael Korfmann: Dingsda in Brasilien. Von Berlin nach Porto Alegre – Der Lebensweg des Humoristen Rideamus. In: ila 263. März 2003, S. 48 f.
- Peter P. Pachl: Rideamus (Fritz Oliven). Wissenschaftlicher Aufsatz. GRIN Verlag. ISBN 978-3-638-61214-2. (Dok. Nr. V68931, htpp://www.grin.com/).
- Peter P. Pachl: Das "Überbrettl" und die Folgen. Text in Booklet zu CD-Edition: Wagner-Zyklus und andere erotische und animalische Extremi- und Perversitäten. Pianopianissimo-musiktheater. Bella Musica Edition 2018.
- Peter P. Pachl: RIDEAMUS – revolutionäre Sprengkraft und politische Hellsicht in einer Kunstform zwischen Überbrettl und Großer Oper [o.J].( Kopie des Manuskripts; im Nachlass von Klaus Oliven bei Miriam Oliven.)
- Dorothea Renckhoff: Ich komponiere doch nicht mit den Fingern. Das Leben von Oscar Straus, und: Bändigung der blonden Bestie? Zur Geschichte der Lustigen Nibelungen. In: Oscar Straus. Die lustigen Nibelungen. Kölner Operetten-Konzerte 3, 17. Februar 1995. Hrsg. Westdeutscher Rundfunk Köln, S. 7–22.
- Otto Schneidereit: Eduard Künneke, der Komponist aus Dingsda. Berlin 1978.
- Robert Volz: Reichshandbuch der deutschen Gesellschaft. Das Handbuch der Persönlichkeiten in Wort und Bild. Band 2: L–Z. Deutscher Wirtschaftsverlag, Berlin 1931, DNB 453960294.